# Borrello
Borrello é uma comuna italiana da região dos Abruzos, província de Chieti, com cerca de 444 habitantes. Estende-se por uma área de 14 km², tendo uma densidade populacional de 32 hab/km². Faz fronteira com Civitaluparella, Fallo, Pescopennataro (IS), Quadri, Rosello, Sant'Angelo del Pesco (IS), Villa Santa Maria.

## Demografia
| Variação demográfica do município entre 1861 e 2011                               |
|                                                                                   |
| Fonte: Istituto Nazionale di Statistica (ISTAT) - Elaboração gráfica da Wikipedia |